# Морозова, Варвара Алексеевна
Варва́ра Алексе́евна Моро́зова (урождённая Хлудова; 2 (14) ноября 1848, Москва — 4 (17) сентября 1917, там же) — русская предпринимательница и меценат.

## Биография
Варвара Алексеевна Морозова родилась 2 (14) ноября 1848 года в семье богатого промышленника, благотворителя и библиофила-коллекционера Алексея Ивановича Хлудова. В шестилетнем возрасте осталась без матери.
В 1864 году отец выдал Варвару Алексеевну замуж за её двоюродного дядю Абрама Абрамовича Морозова, одного из совладельцев Тверской мануфактуры. Абрам Морозов управлял фабрикой совместно с братом Давидом. Дела на фабрике шли успешно, обеспечивая ежегодную прибыль, что позволило хозяевам осуществлять широкую благотворительную деятельность. В 1858 году при фабрике была основана больница, в 1861 году — родильный приют, в 1869 году — торговая школа для несовершеннолетних рабочих. Братья были членами Тверского губернского попечительства детских приютов.
В браке с А. А. Морозовым родилось трое сыновей Михаил, Иван и Арсений.
В 1871 году, уже будучи потомственной почётной гражданкой, В. А. Морозова стала одной из пайщиц Товарищества Тверской мануфактуры, получив 5 паев на общую сумму в 5000 рублей серебром. После смерти своего первого мужа от тяжелой формы прогрессивного паралича в 1882 году В. А. Морозова принимает на себя дела управления Тверской мануфактурой и исполняет обязанности управляющей вплоть до совершеннолетия своих сыновей.
Гражданским мужем (сожителем) В. А. Морозовой вскоре после смерти супруга стал В. М. Соболевский, редактор либеральной газеты «Русские ведомости», член партии кадетов. Из-за завещательных затруднений брак не был официально признан, и дети от него — Глеб и Наталья — носили фамилию Морозовых.
В своём доме на Воздвиженке, построенном в 1886 году по проекту Клейна, Морозова открыла литературный салон. Его посещали Александр Блок, Валерий Брюсов, Андрей Белый, Владимир Соловьёв.
За свою благотворительную деятельность Варвара Алексеевна удостоилась в 1892 году монаршей благодарности за пожертвования Императорскому Московскому университету; в 1898 за попечительство Морозовского ремесленного училища ей была присуждена золотая медаль «За усердие» для ношения на Александровской ленте.
Крупными благотворителями были и сыновья В. А. Морозовой Иван и Михаил. Они же собрали замечательную коллекцию картин импрессионистов, которая является в настоящее время гордостью Музея изобразительных искусств им. А. С. Пушкина.
Благодаря связи с В. М. Соболевским В. А. Морозова завела знакомство с лево-либеральной, и отчасти лево-радикальной интеллигенцией. Её дочь, Наталья Васильевна, в своих воспоминаниях вспоминала: «У неё в доме в 1905 году собиралась группа большевиков в течение некоторого времени. Среди них помню К. К. Покровского (?), Скворцова-Степанова, С. И. Мицкевича /потом он заведовал музеем Революции/, Н. Л. Рожкова — профессора истории. За многих большевиков арестованных, она вносила денежный залог /5000 р./, и им удавалось бежать за границу, как Рожков и многие другие. У меня хранится письмо, не могу разобрать подпись, где товарищ благодарит мою мать, что благодаря ей он скрылся за границу» (С. 15). На средства В. А. Морозовой были созданы Пречистенские вечерние и воскресные классы для рабочих, фактически являвшиеся нелегальным представительством различных леворадикальных кружков. В. А. Морозова входила в правление курсов, делала регулярные пожертвования и построила здание в Нижне-Лесном (Курсовом) переулке.
Скончалась на 69-м году жизни 4 (17) сентября 1917 года.
Похоронена в Москве на Ваганьковском кладбище.
В 2005 году на могиле установлено надгробье, выполненное на народные средства, собранные по инициативе Библиотеки-читальни имени И. С. Тургенева. Эскиз надгробья выполнила праправнучка Морозовой Е. Г. Демьянова.

## Благотворительность
Варвара Алексеевна одна из наиболее известных московских благотворительниц, поддержавшая многие культурные начинания и широко занималась благотворительной деятельностью. В память о муже В. А. Морозова построила психиатрическую клинику на Девичьем поле, которую вместе с купленным участком земли она передала Московскому университету, тем самым положив начало созданию Клинического городка на Девичьем поле. Затраты на строительство и оборудование клиники составили более 500 000 руб., огромные по тем временам деньги. Строительство клиники стало одним из первых её благотворительных мероприятий.
Оказывала разнообразную помощь Московскому университету: в 1888 году она финансировала строительство здания для научно-исследовательской лаборатории Ботанического сада, в 1891 году предоставила капитал (5 тыс. рублей) для учреждения в университете стипендии имени В. А. Долгорукова. Первой поддержала устройство Института раковых заболеваний (её личный взнос составил 30 тыс. рублей). Состояла почётным членом общества для пособия недостаточным студентам Московского университета.
Несколько раньше, ещё при жизни первого мужа Абрама Абрамовича Морозова, Варварой Алексеевной было устроено начальное училище (в 1873 году) и ремесленные классы при них (с 1877 года). Изначально училище было расположено в доме Абрама Абрамовича Морозова на Большой Алексеевской улице (ныне улица Александра Солженицына, дом № 27), позднее же переместилось в новое, специальное построенное для него здание, на особо приобретенном для него в 1899 году участке, переданное в 1901 году в дар городу. Это училище было одним из первых в Москве профессиональных училищ. На средства В. А. Морозовой были также построены здания Рогожских женского и мужского начальных училищ (так называемый Училищный дом на Большой Калитниковской, 36).
В. А. Морозова внесла большой вклад в создание таких учебных заведений, как Пречистенские рабочие курсы (одно из первых в Москве ремесленных училищ) и городской народный университет им. А. Л. Шанявского. Последний получил от В. А. Морозовой 50 тыс. рублей. Благодаря её участию и активной помощи было построено общежитие для студентов Императорского Технического училища, была председателем и почётным членом Общества для пособия нуждающимся студентам этого вуза.
В 1885 году В. А. Морозовой была основана первая в Москве бесплатная общедоступная читальня им. И. С. Тургенева, рассчитанная на 100 читателей и располагавшая богатым книжным фондом. На устройство библиотеки В. А. Морозова выделила 10 тыс. рублей. Значительные средства были пожертвованы В. А. Морозовой на нужды Московского университета. Общая сумма пожертвований составила более полутора миллионов рублей. При её фабрике существовала больница (основана в 1858 году), родильный приют (основан в 1861 году), торговая школа для малолетних рабочих (основана в 1869 году).
На средства Морозовой осуществлялось издание «Русских ведомостей».

## Характер
В. А. Морозова была красивой, обаятельной женщиной с привлекательной улыбкой, большими тёмными глазами и «соболиными» бровями. Держала себя скромно, деньгами не щеголяла. Её невестка, М. К. Морозова, вспоминала: «Варвара Алексеевна была человеком широко образованным. Вместе с тем, она была очень деловая и практическая, умела хорошо ориентироваться в коммерческих делах».

## Образ в искусстве
- Послужила прообразом героини романа П. Д. Боборыкина «Китай-город» — Анны Серафимовны Станицыной.